# Jabiru
Pour les articles homonymes, voir Jabiru (homonymie).
Taxons concernés
genres
- Ephippiorhynchus
- Jabirumodifier

Jabiru est le nom vernaculaire de trois espèces d'oiseaux de la famille des ciconiidés. Deux de ces espèces ne sont pas du genre Jabiru à proprement parler. Celui-ci étant ainsi monospécifique.

## Espèces
Trois espèces portent ce nom :
- Le Jabiru d'Afrique (Ephippiorhynchus senegalensis)
- Le Jabiru d'Amérique (Jabiru mycteria)
- Le Jabiru d'Asie (Ephippiorhynchus asiaticus)

Seul le Jabiru d'Amérique appartient au genre Jabiru.